# Аганас
Аганас (каз. Ағанас) — упразднённое село в Целиноградском районе Акмолинской области Казахстана. Входило в состав сельского округа Рахымжана Кошкарбаева. Код КАТО — 116667200.

## География
Село располагалось на расстоянии примерно 24 километров (по прямой) к юго-востоку от административного центра района — села Акмол, в 13 километрах к северу от административного центра сельского округа — села Рахымжана Кошкарбаева.
Абсолютная высота — 353 метров над уровнем моря.
Ближайшие населённые пункты: село Преображенка — на юго-востоке. 
До упразднения в селе имелась одна улица «Ынтымак».

## История
Упразднено в 2018 г.

## Население
В 1989 году население села составляло 175 человек (из них казахи — 100%).

В 1999 году население села составляло 163 человека (80 мужчин и 83 женщины). По данным переписи 2009 года, в селе проживали 152 человека (77 мужчин и 75 женщин). 
| Численность населения | Численность населения | Численность населения |
| 1989                  | 1999                  | 2009                  |
| --------------------- | --------------------- | --------------------- |
| 175                   | ↘163                  | ↘152                  |